# Centrale thermique de Herne
La centrale thermique de Herne est une centrale thermique en Rhénanie-du-Nord-Westphalie, en Allemagne.